# Un om singur
Un om singur (în engleză A Single Man) este un film dramatic american din 2009 regizat de creatorul de modă Tom Ford și reprezintă o adaptare a romanului lui Christopher Isherwood⁠(d) din 1964 publicat sub același nume⁠(d). Filmul prezintă povestea lui George Falconer (Colin Firth), un profesor universitar gay din California de Sud a anului 1962, a cărui viață este dată peste cap de moartea partenerului său. Firth a fost nominalizat la premiul Oscar pentru cel mai bun actor.
Filmul a avut premiera pe 11 septembrie 2009 în cadrul celei de-a 66-a ediții a Festivalului Internațional de Film de la Veneția⁠(d) și a fost difuzat la diferite festivaluri de film. După ce a fost proiectat în cadrul Festivalului Internațional de Film de la Toronto, Compania Weinstein⁠(d) l-a preluat și distribuit în Statele Unite și Germania. A fost lansat în SUA începând din 11 decembrie 2009 și a câștigat o nominalizare la premiile Oscar.

## Intriga
Pe 30 noiembrie 1962, la o lună după criza rachetelor cubaneze, George Falconer - un profesor universitar de vârstă mijlocie care locuiește în Los Angeles - este încă bântuit de moartea iubitului său, Jim. Acesta visează că îi vede trupul la locul accidentului care i-a curmat viața în urmă cu opt luni și se apleacă să-l sărute. Când se trezește, George meditează la durerea și depresia de care suferă de la moartea lui Jim și la posibilitatea de a-și curma viața spre finalul zilei.
George primește un telefon de la prietena sa apropiată - Charlie - care deși dă impresia că este fericită, se simte mizerabilă. George își desfășoară ziua în mod obișnuit și este absorbit de frumusețea lucrurilor simple deoarece consideră că le vede pentru ultima dată. Își amintește din când în când de cei șaisprezece ani petrecuți alături de Jim.
La locul de muncă, George intră în contact cu un elev - Kenny Potter - care este interesat de el și ignoră limitele relației profesor-student. De asemenea, George dezvoltă o legătură emoțională cu Carlos, un prostituat spaniol. Mai târziu, acesta ia cina alături de Charley, moment în care cei doi se lasă copleșiți de amintiri și dansează împreună, însă dorința ei de a dezvolta o relație mai profundă cu George și imposibilitatea de a-i înțelege relația cu Jim îl înfurie pe acesta.
George merge la un bar și acolo descoperă că Kenny l-a urmărit. Cei doi consumă multă băutură, înoată în nud⁠(d), iar apoi se întorc la casa lui George unde continuă să bea. Acesta își pierde cunoștința și se trezește a doua zi singur în pat. Kenny a ales să doarmă în altă cameră. În timp ce-l privește, George descoperă că acesta a adormit cu arma sa în mână în încercarea de a-i împiedica sinuciderea. George pune arme la loc sigur, arde scrisorile de adio⁠(d) și cugetă la faptul că și-a redescoperit abilitatea „de a simți mai degrabă decât a gândi”. În scena finală, George suferă un atac de cord și moare în timp ce își imaginează că partenerul său Jim îl sărută.

## Distribuție
- Colin Firth - George Falconer
- Julianne Moore - Charlotte „Charley” Roberts
- Nicholas Hoult - Kenny Potter
- Matthew Goode - Jim
- Jon Kortajarena⁠(d) - Carlos
- Paulette Lamori - Alva
- Ryan Simpkins⁠(d) - Jennifer Strunk
- Ginnifer Goodwin⁠(d) - doamna Trunk
- Teddy Sears⁠(d) - domnul Strunk
- Paul Butler - Christopher Strunk
- Aaron Sanders - Tom Strunk
- Lee Pace⁠(d) - Grant Lefanu
- Erin Daniels⁠(d) - casier bancar
- Aline Weber⁠(d) - Lois

Jon Hamm are o apariție cameo în rolul vărului lui Jim, Harold Ackerly, care îl contactează telefonic pe George pentru a-i spune că Jim a murit, iar la înmormântarea sa sunt bine-veniți doar membrii familiei.